# Museo della Venere e dell'elefante
Il Museo della Venere e dell'elefante è un museo archeogico situato a Savignano sul Panaro, in provincia di Modena.
Ampliato e riordinato presso il Centro civico, propone un percorso sulla filogenesi dei proboscidati. Al centro dell'attenzione si pone lo scheletro di un elefante dell'età pliocenica, ritrovato casualmente da un pescatore nel 1980 in località Bocchirolo sul greto del fiume Panaro. Particolare interesse riveste la sezione dedicata alla Venere di Savignano: il museo espone una copia della celebre scultura d'età paleolitica effigiante una figura femminile steatopigia rinvenuta nel 1924 nella vicina località Prà Martin e ora al Museo nazionale preistorico etnografico Luigi Pigorini di Roma, ulteriore testimonianza dell'antichissimo popolamento di questa fascia pedemontana.

## Storia

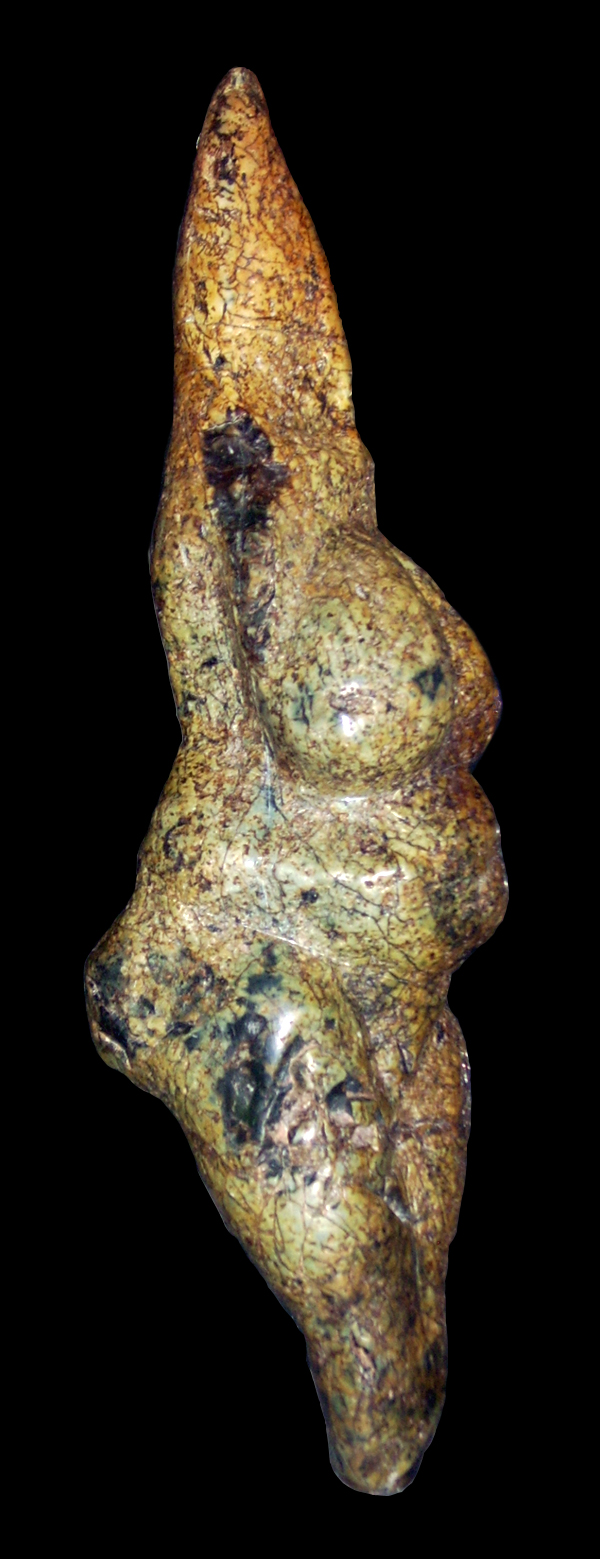
La Venere di Savignano

Il Museo ha avuto origine dal ritrovamento dei resti di un elefante, vissuto circa due milioni d'anni fa, sul greto del vicino fiume Panaro nel 1980. Questo imponente fossile è una delle presenze paleontologiche più importanti a livello regionale, e costituisce l'unico reperto di pachiderma rinvenuto nella Valle padana. Attorno allo scheletro dell'Elefante di Savignano, una femmina appartenente al genere Mammuthus, progenitore della specie meridionalis che comparve in Europa alla fine del Pliocene, si articola un percorso museale sulla filogenesi dei proboscidati; l'Elefante è infatti collocato nell'albero evolutivo dei Proboscidati, composto da 17 esemplari delle specie più significative. Per completezza didattica, sono esposti anche il calco del reperto fossile dell'elefante nano della Sicilia (Elephas falconeri), la copia di uno scheletro di ghiro gigante e due ghiri di dimensioni normali, al fine di illustrare i fenomeni del gigantismo e del nanismo negli animali.